# Tiago Ferreira
O português Tiago Alexandre Baptista Ferreira, ou apenas Tiago, é um jogador profissional de futebol. Tiago, que nasceu a 16 de Abril de 1975 em A-dos-Cunhados, Torres Vedras é um guarda-redes português.
Joga no Sporting desde 1995/96, e esteve emprestado por duas épocas (1999-2001) ao Estrela da Amadora. 
Iniciou a carreira profissional no Sporting Clube Lourinhanense em 1993/94.
Teve propostas para a internacionalização, nomeadamente para clubes do médio oriente, optando no entanto por continuar no Sporting. É neste momento o jogador mais antigo do plantel leonino, merecendo a confiança de todos os que acreditam no Clube de Alvalade.
Tiago é conhecido pelo seu amor à camisola e em recentes declarações disse pretender terminar a sua carreira no Sporting Clube de Portugal.
Tiago partilhou já balneário com personalidades como Cristiano Ronaldo, João Pinto, Pedro Barbosa, Jardel, Beto ou Paulo Bento, entre muitos outros que se formaram ou já passaram pelo clube leonino. Renovou em 2008 com o Sporting por mais 1 temporada. É um dos líderes do balneário sportinguista, pois vai fazer a 15ª época pelos leões. Fez o seu último jogo de leão peito no dia 12 de maio de 2012 contra o Sp. Braga e jogou 3 minutos apenas.
Atualmente, Tiago é o Treinador de Guarda-Redes do Sporting CP.

## Títulos
Sporting
- Campeonato Português: 2001-02
- Taça de Portugal: 2001-02, 2006-07, 2007-08
- Supertaça de Portugal: 2001-02, 2006-07, 2007-08